# 爱琴桥
爱琴桥（英語：Elgin Bridge，福建语俗称铁吊桥）是新加坡市中心的一座拱桥，跨新加坡河，长46米，宽25米。目前的桥梁建于1929年，以印度总督額爾金命名。由于它是新加坡河上的第一座桥梁，桥两端的道路分别命名为桥北路（小坡大马路）和桥南路（大坡大马路）。

## 历史
早在莱佛士登陆新加坡的1819年，爱琴桥所在的位置就有了一座无名的人行桥。它是新加坡河上唯一的桥梁，连接南岸的华人与北岸谐街（水仙门）的印度商人。